# Ampuero
Ampuero is een gemeente in de Spaanse provincie Cantabrië in de regio Cantabrië met een oppervlakte van 32 km². Ampuero telt 4.181 inwoners (1 januari 2016).

## Demografische ontwikkeling
Bron: INE, 1857-2011: volkstellingen
Opm.: In 1877 werd de gemeente Marrón aangehecht

## Stedenband

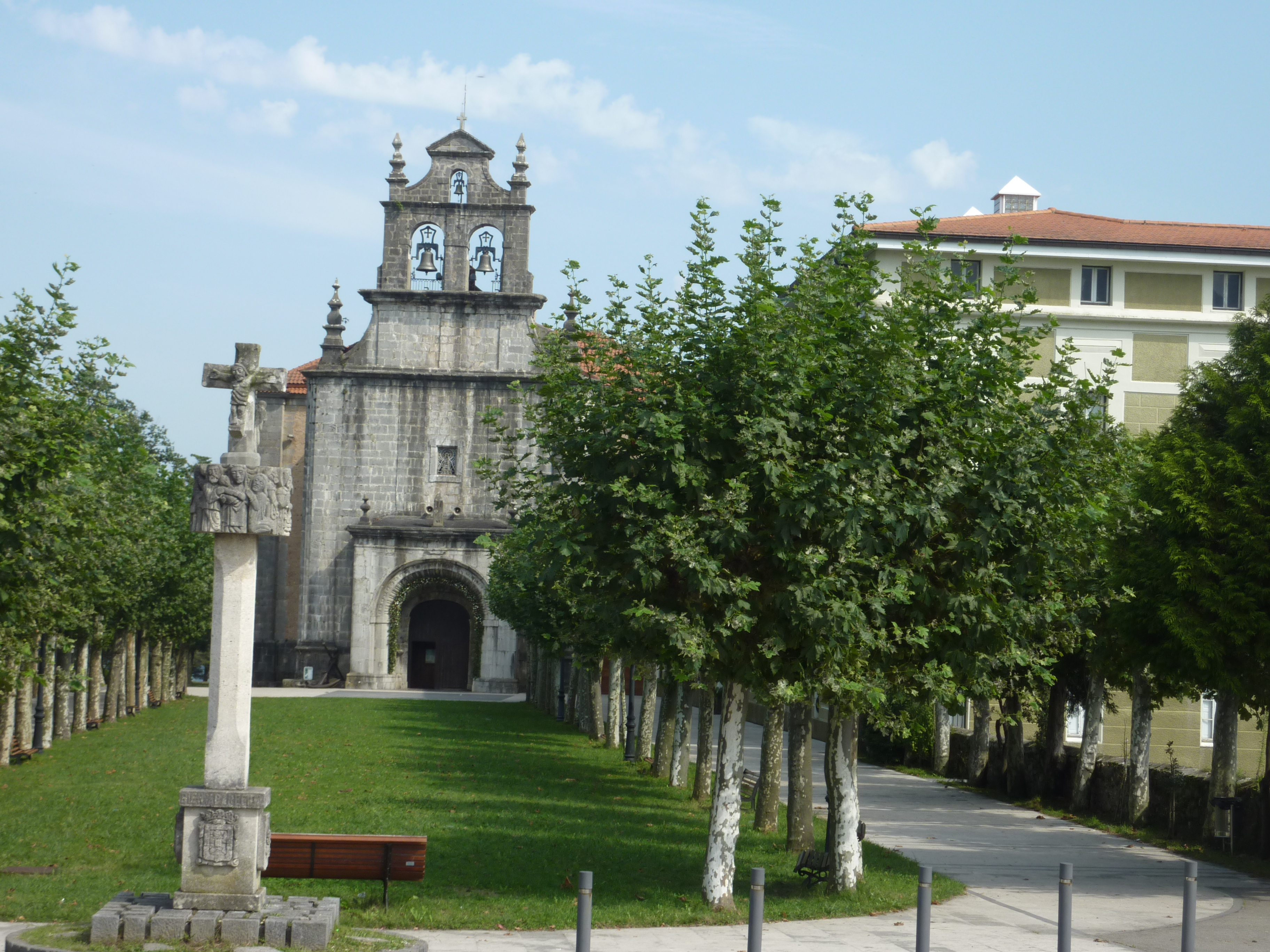
Kerke van Sint-Maria La Bien Aparecida

- Eauze (Frankrijk)